# Буфан

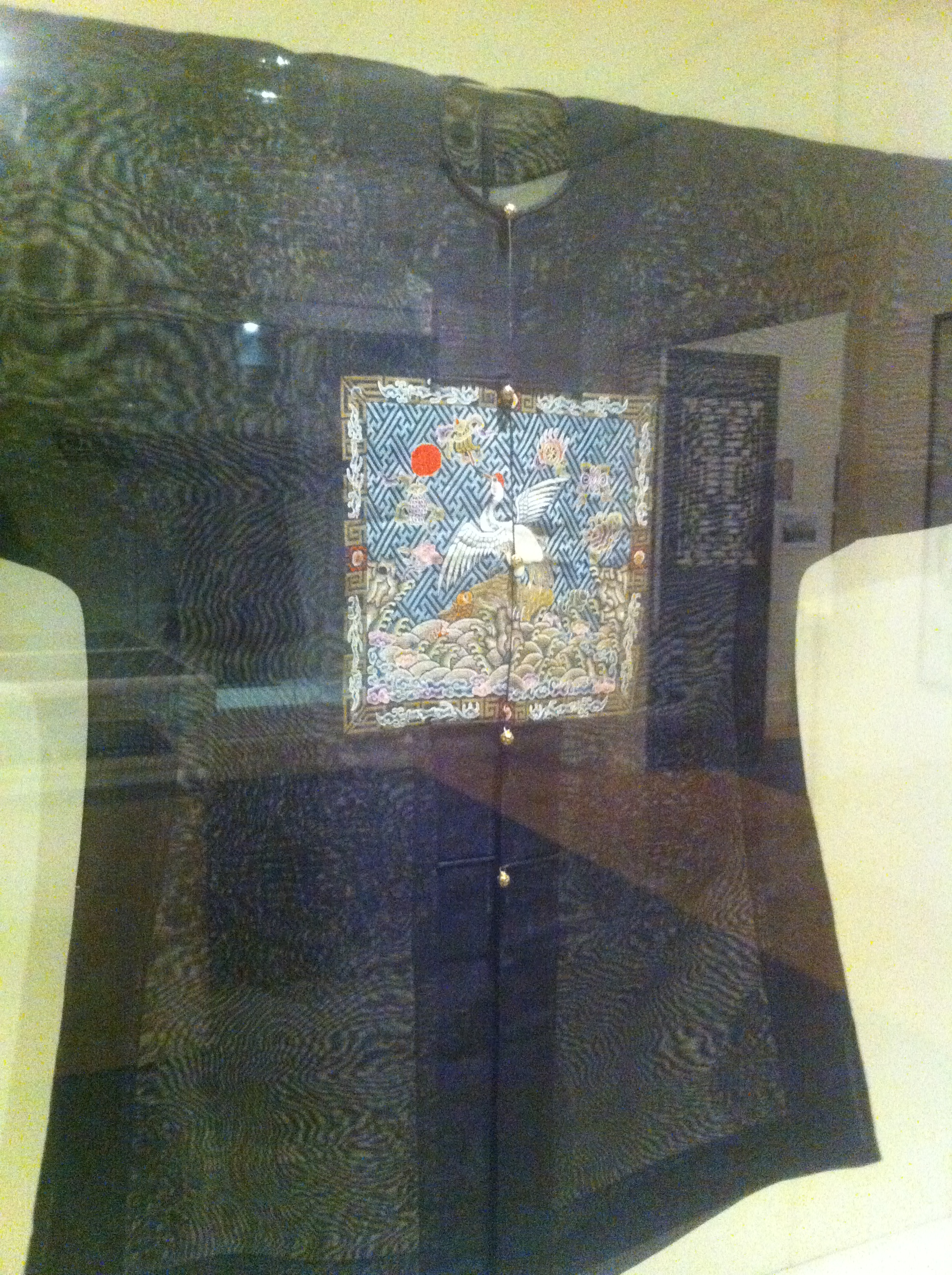

Буфан (кит. трад. 補方, упр. 补方, пиньинь bŭfāng; также буцзы кит. трад. 補子, упр. 补子, пиньинь bŭzi) — знак различия высших и старших военных и гражданских чинов (мандаринов) в китайских империях Мин и Цин (конец XIV — начало XX вв.), и в современных им монархиях Кореи (Династия Чосон) и Вьетнама. Представлял собой квадратную нашивку на груди форменного халата. На нашивке изображалось то или иное реальное или фантастическое животное, отражавшее ранг носителя.
Особенности внешнего вида чиновников приведены в таблице
| Класс чиновника | Гражданские      | Военные     | Шарик на шапочке |
| --------------- | ---------------- | ----------- | ---------------- |
| 1               | журавль          | цилинь      | рубиновый        |
| 2               | золотой фазан    | лев         | коралловый       |
| 3               | павлин           | леопард     | сапфировый       |
| 4               | дикий гусь       | тигр        | опаловый         |
| 5               | серебряный фазан | медведь     | белый прозрачный |
| 6               | цапля            | дикая кошка | матовый          |
| 7               | утка             | енот        | бронзовый        |
| 8               | перепел          | тюлень      | бронзовый        |
| 9               | сорока           | носорог     | бронзовый        |

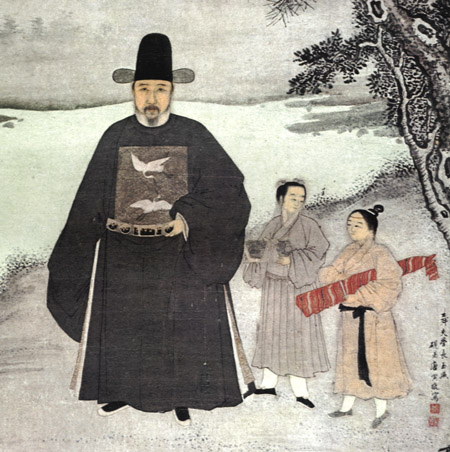
Минский чиновник Цзян Шуньфу (1453—1504); буфан c журавлями означает принадлежность к высшему классу гражданской службы
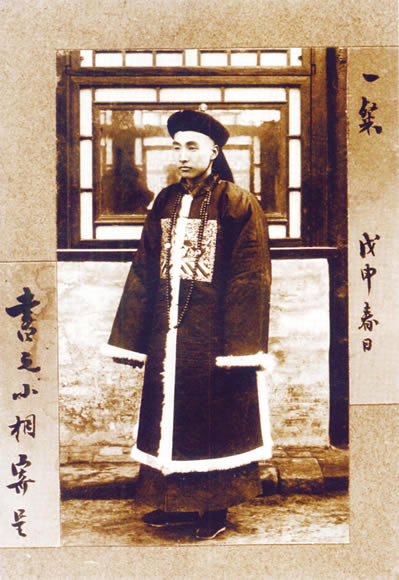
Цинский мандарин с буфаном на груди
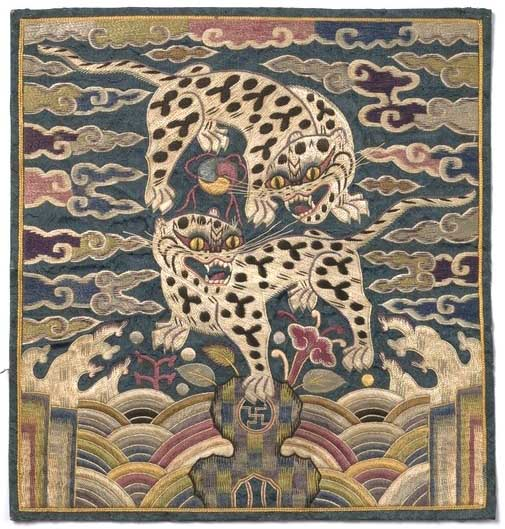
Корейский буфан второй половины XIX в. с леопардами
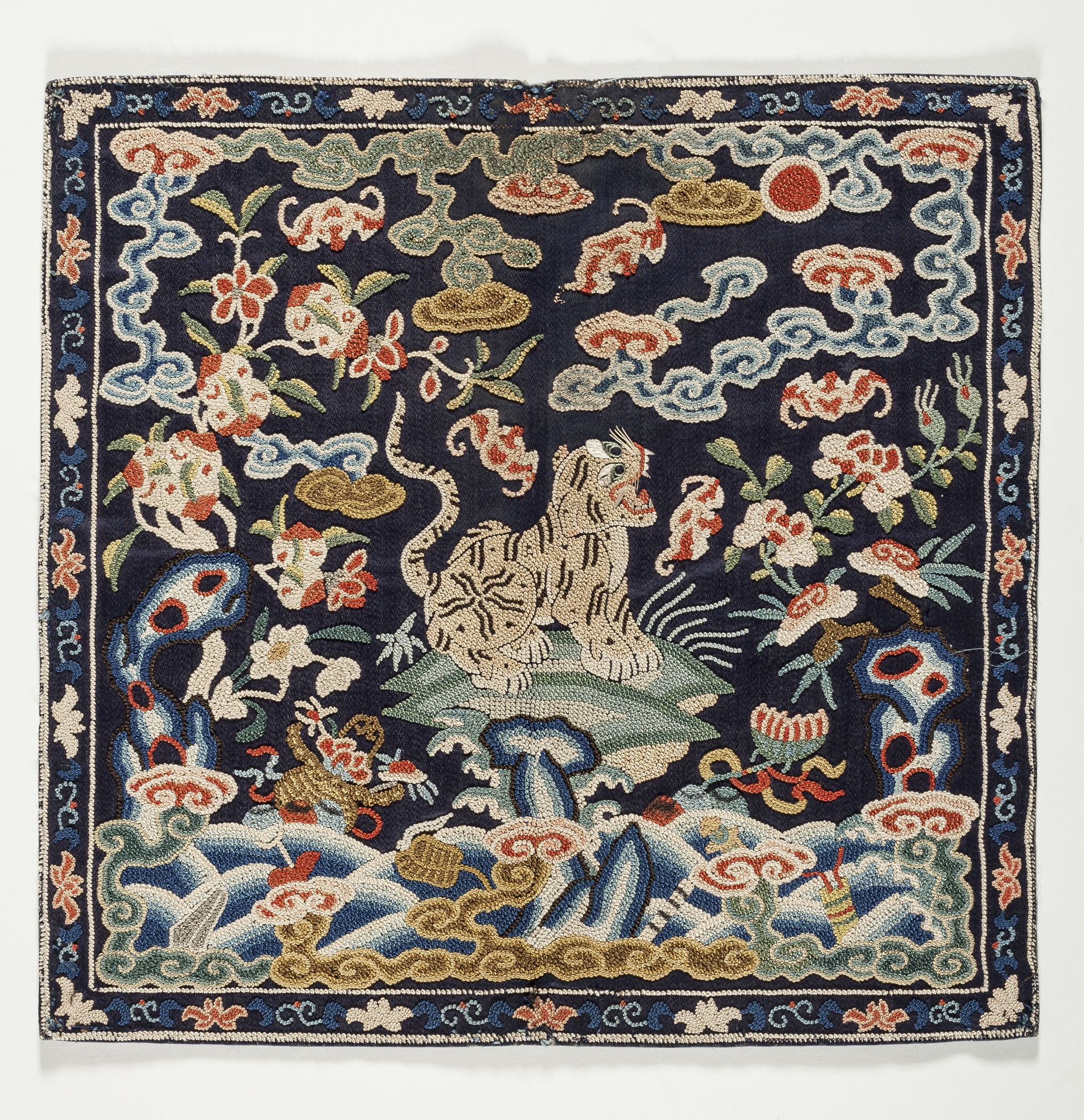
Китайский буфан с тигром, эпоха Мин, конец XVI — середина XVII вв.